# Курц, Генрих
Генрих Курц (нем. Heinrich Kurz; 28 апреля 1805, Париж, Франция, — 24 февраля 1873, Арау, Швейцария) — немецко-швейцарский литературовед, синолог, переводчик и библиотекарь.
За участие в оппозиционной баварской прессе поплатился двухгодичным заключением в крепости, во время которого перевёл китайскую поэму «Das Blumenblatt» (Ст. Галлен, 1836). Позже был профессором в Санкт-Галлене и Арау. Его главное сочинение «Geschichte der deutschen Literatur» (Лпц., 1851; т. 1-3, 7 изд., 1876; т. 4, 4 изд., 1881) отличается богатством биографических данных и удачно выбранными образцами. Оба его сборника: «Handbuch der poet. Nationalliteratur» (Цюрих, 3 изд., 1857—1859) и «Handbuch der deutschen Prosa» принадлежат к лучшим работам такого рода.
Курц, Генрих // Энциклопедический словарь Брокгауза и Ефрона : в 86 т. (82 т. и 4 доп.). — СПб., 1890—1907.
1. 1 2  verschiedene Autoren Neue Deutsche Biographie (нем.) — Historische Kommission bei der Bayerischen Akademie der Wissenschaften, 1953. — doi:10.1163/9789004337862_LGBO_COM_140215